# Louis de Loménie
Louis-Léonard de Loménie, né le 3 décembre 1815 à Saint-Yrieix et mort le 2 avril 1878 à Roquebrune-Cap Martin, est un homme de lettres et essayiste français.

## Biographie
Il est professeur de littérature française au Collège de France en 1862, puis à l'École Polytechnique, et rédacteur à la Revue des deux Mondes. Il est élu membre de l'Académie française en 1871.
Un grand nombre de ses articles a été réuni dans les dix volumes de sa Galerie des contemporains illustres. Louis de Loménie est connu surtout pour son Beaumarchais, dont il a édité aussi les œuvres complètes.
Louis de Loménie est avec Etienne-Charles de Loménie de Brienne l'une des figures marquantes de la famille de Loménie.
De son mariage avec Paule Lenormant, fille de l'archéologue Charles Lenormant, il eut un fils, Alexis Louis Charles de Loménie, qui fut auditeur au Conseil d'État puis directeur et administrateur de la Compagnie française Thomson-Houston et qui décèdera le 1er janvier 1910 à l'âge de 53 ans.
Celui-ci eut un fils Louis de Loménie qui s'oriente comme son grand-père, vers les études historiques et littéraires. Attaché à la bibliothèque de l'Arsenal il est mobilisé lors de la Première Guerre mondiale, au 413e régiment d'infanterie. Grièvement blessé le 9 mai 1917 durant la bataille du Chemin des Dames, il est ensuite porté disparu.

## Ouvrages
- Galerie des contemporains illustres, par un homme de rien, 1840-1847, 10 volumes.
- Publicistes modernes de la France..., Paris, Impr. de J. Claye, 1859.
- Leçons de littérature au Collège de France, 1845-1864.
- Beaumarchais et son temps : études sur la société en France au XVIIIe siècle d'après des documents inédits, 1855, 2 volumes. Réédition Slatkine, Genève, 1970. Texte en ligne lire en ligne sur Gallica.
- La Comtesse de Rochefort et ses amis : études sur les mœurs en France au XVIIIe siècle, avec des documents inédits, 1870. Réédition Slatkine, Genève, 1971.
- Les Mirabeau, nouvelles études sur la société française au XVIIIe siècle, 1879[2], 2 volumes, suivis d'une 2e partie continuée par son fils, Charles de Loménie, 1889-1891, 3 volumes.
- Esquisses historiques et littéraires, 1879.